# Kladno (nádraží)
Kladno (dříve Kladno-Vejhybka či Vejhybka) je hlavní železniční stanice v největším městě Středočeského kraje a železniční uzel na tratích Praha–Rakovník, Kralupy nad Vltavou – Kladno v ulici Milady Horákové. V roce 2024 byla ukončena dlouho plánovaná rekonstrukce nádraží, nová budova však bude dostavěna později (cca rok 2026). Jízdenky lze pořídit v dočasných buňkách, kde je umístěn i provizorní přístřešek.

## Historie
Nádraží je v provozu od 5. listopadu 1855, od zahájení železničního provozu v Kladně na tehdejší Buštěhradské dráze.

### Trojúhelníková výhybka

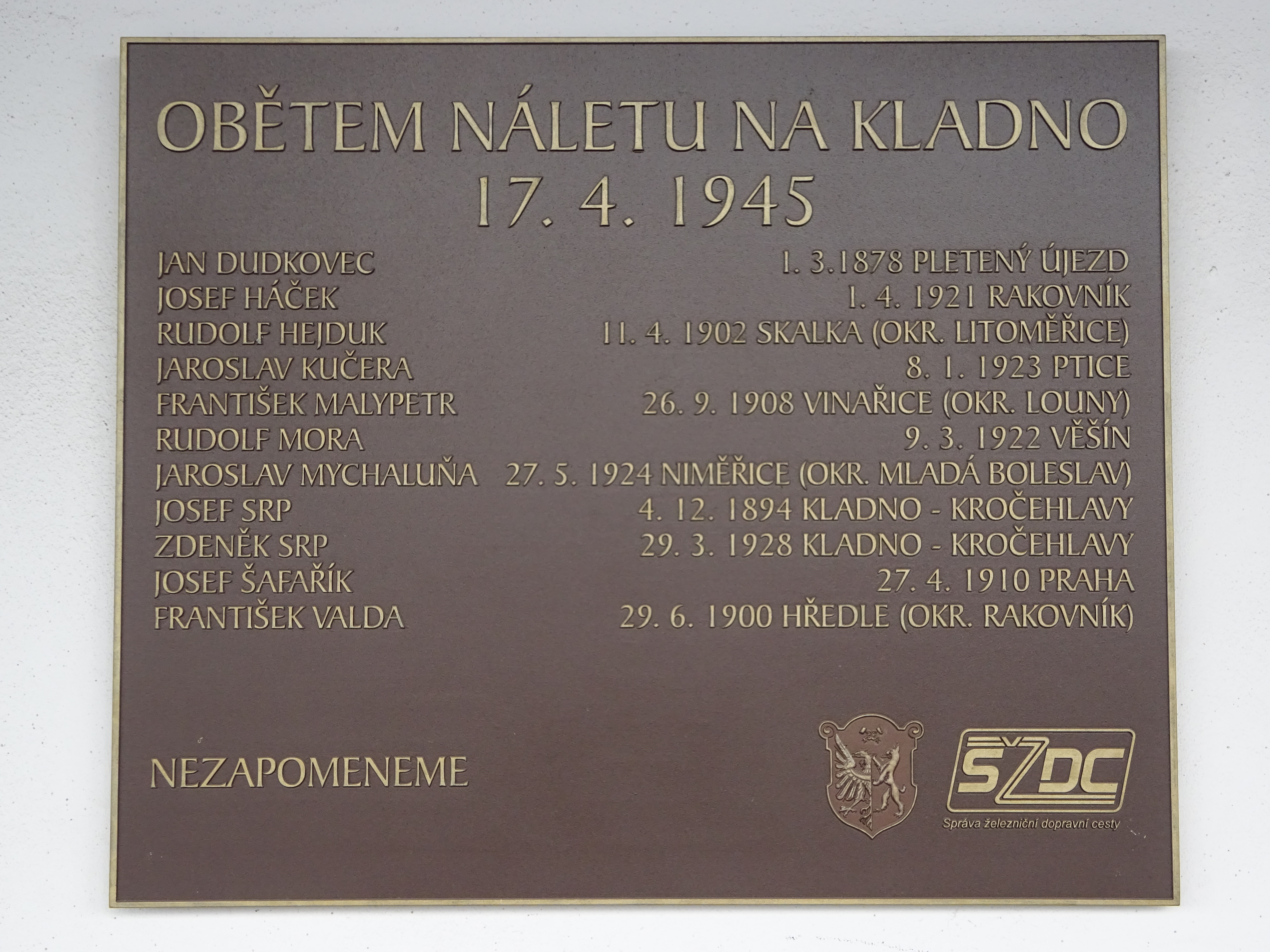
Pamětní deska obětem náletu na nádraží v Kladně

Točna u lokomotivního depa byla zničena při americkém náletu na železniční uzel v Kladně na konci druhé světové války dne  17. dubna 1945 (byly zasaženy koleje, parní lokomotiva v lese u nádraží, část autobusových garáží a okolní domy, bombardování železáren již nemělo význam). Poté se pro posunování vagonů v depu využívalo již jen hlavní kolejiště a trojúhelníková výhybka vlečky do kladenských železáren, která zasahovala do křižovatky ulic Milady Horákové a Železničářů. Vlečka, do roku 1872 součást Kladensko-nučické dráhy přes Sítenské údolí do stanice Staré Kladno, byla v roce 1990 zrušena, koleje sneseny a později bylo upraveno také kolejiště u depa a nepřehledná silniční křižovatka, kam bylo navíc nutné občas posunout vlak. Zmíněná vlečka, která měla mezi sídlištěm a centrem města v serpentině do Sítenského údolí výhodné pozvolné stoupání, nebyla bohužel využita pro cyklostezku ve stísněné zástavbě města a o její části si postupně rozšířili pozemky okolní majitelé. Železniční přejezdy bývaly v ulicích Vodárenská, Lacinova, Milady Horákové, Dr. Foustky, J. Hory a Gen. Klapálka.
27. dubna 2017 byla na nástupišti odhalena pamětní deska obětem náletu. Oproti původně uváděným devíti ve skutečnosti přišlo o život 11 lidí, dva pocházeli z Kladna, další například z Rakovníka či Vinařic. Jedna z obětí není přímo zde z Výhybky, muž zemřel ve vlaku kde ho zasáhla střepina do plíce když odjížděl z Kladna.

### Modernizace nádraží
V souvislosti s výstavbou mnoho let plánované „rychlodráhy“ z Prahy do Kladna (přibližně do roku 2029) procházelo od roku 2022 do roku 2024 nádraží celkovou přestavbou (nová nástupiště s podchody, sociální zařízení, podchod do parku před nádražím a do lesa za nádražím, železniční přejezd, parkoviště P+R). Na začátku roku 2024 bylo oznámeno, že historická budova bude i přes námitky památkářů odstraněna, bagry ji srovnaly se zemí v červenci 2024.

## Okolí nádraží

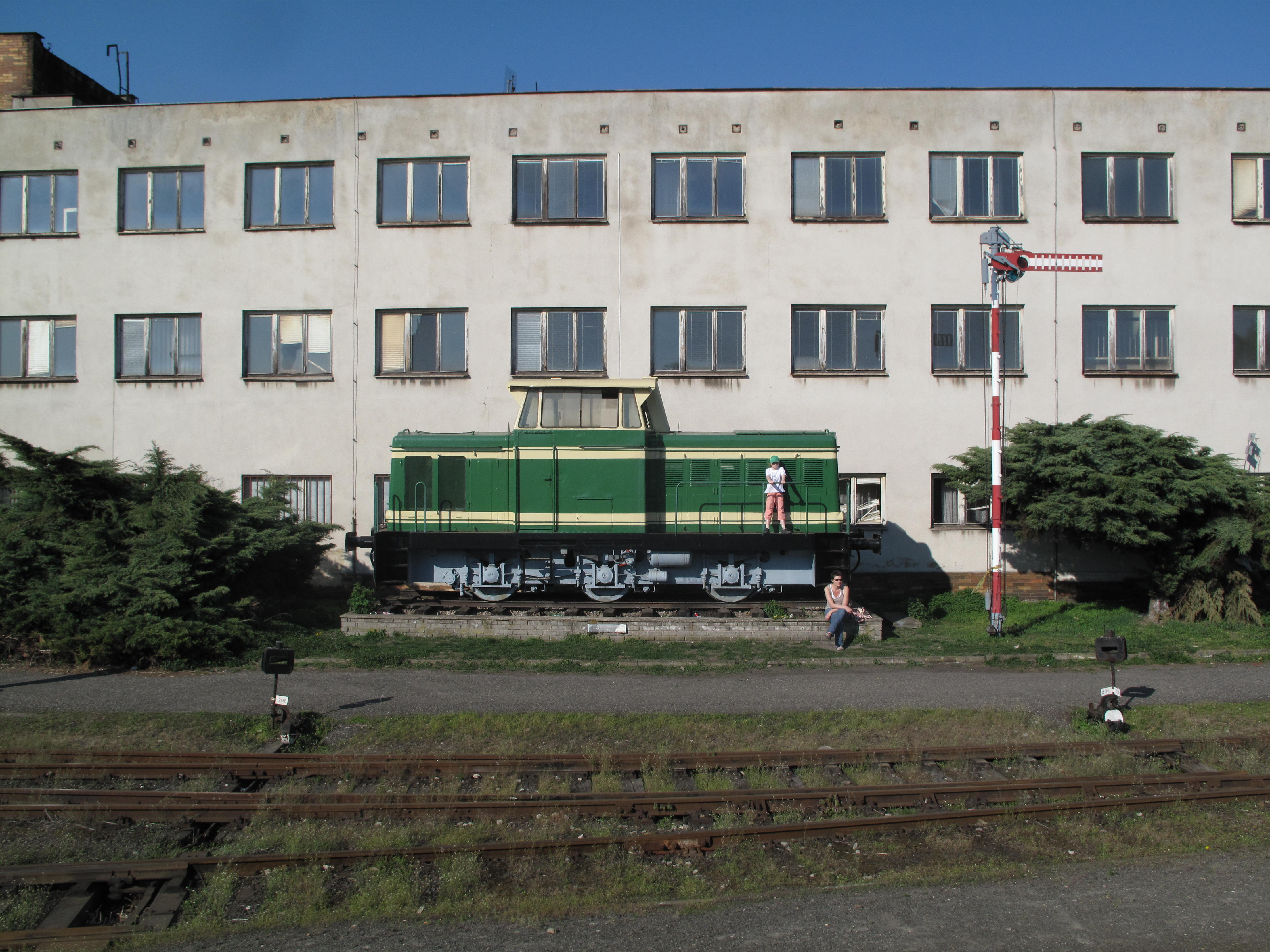
Rosnička, lokomotiva řady 710, na pomníku vedle nádraží (2011)

Vedle železniční stanice stála od 27. dubna 2001 do 19. listopadu 2019 na pomníku lokomotiva řady 710 Rosnička vyrobená v roce 1962, která byla následně odvezena novému majiteli. Dříve zde stávala parní lokomotiva Orenstein & Koppel 10390/1924 „Vamberk“, která byla 16. července 1999 odvezena do muzea ve Zlonicích, kde byla opravená v roce 2000. V parku před nádražím jsou dva bytové domy, které dříve sloužily jako ubytování pro železničáře.

## Galerie

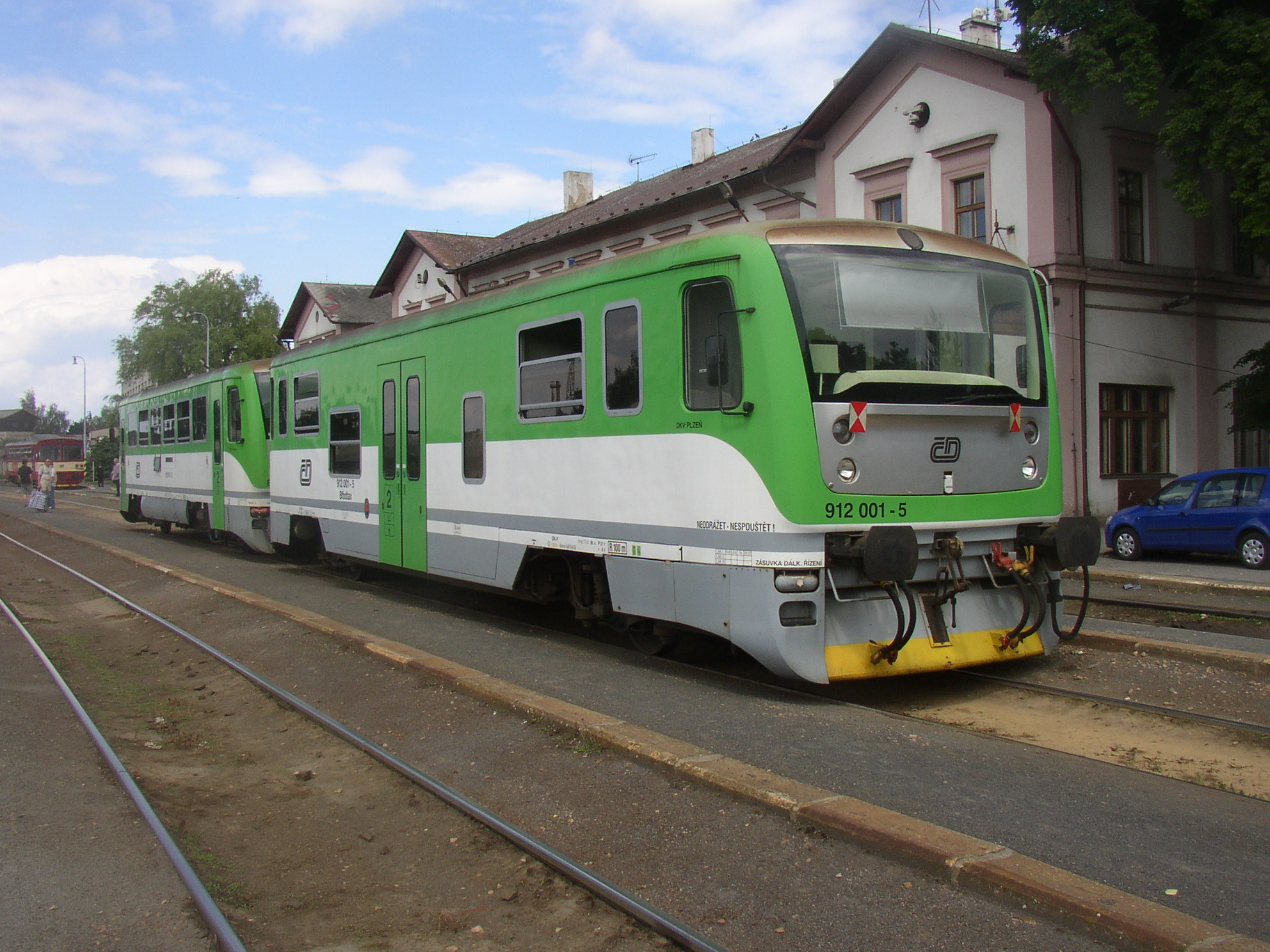
Souprava řídicího vozu 912.001 „Kasandra“ a motorového vozu 812.613 „Esmeralda“ čeká na křižování v železniční stanici Kladno
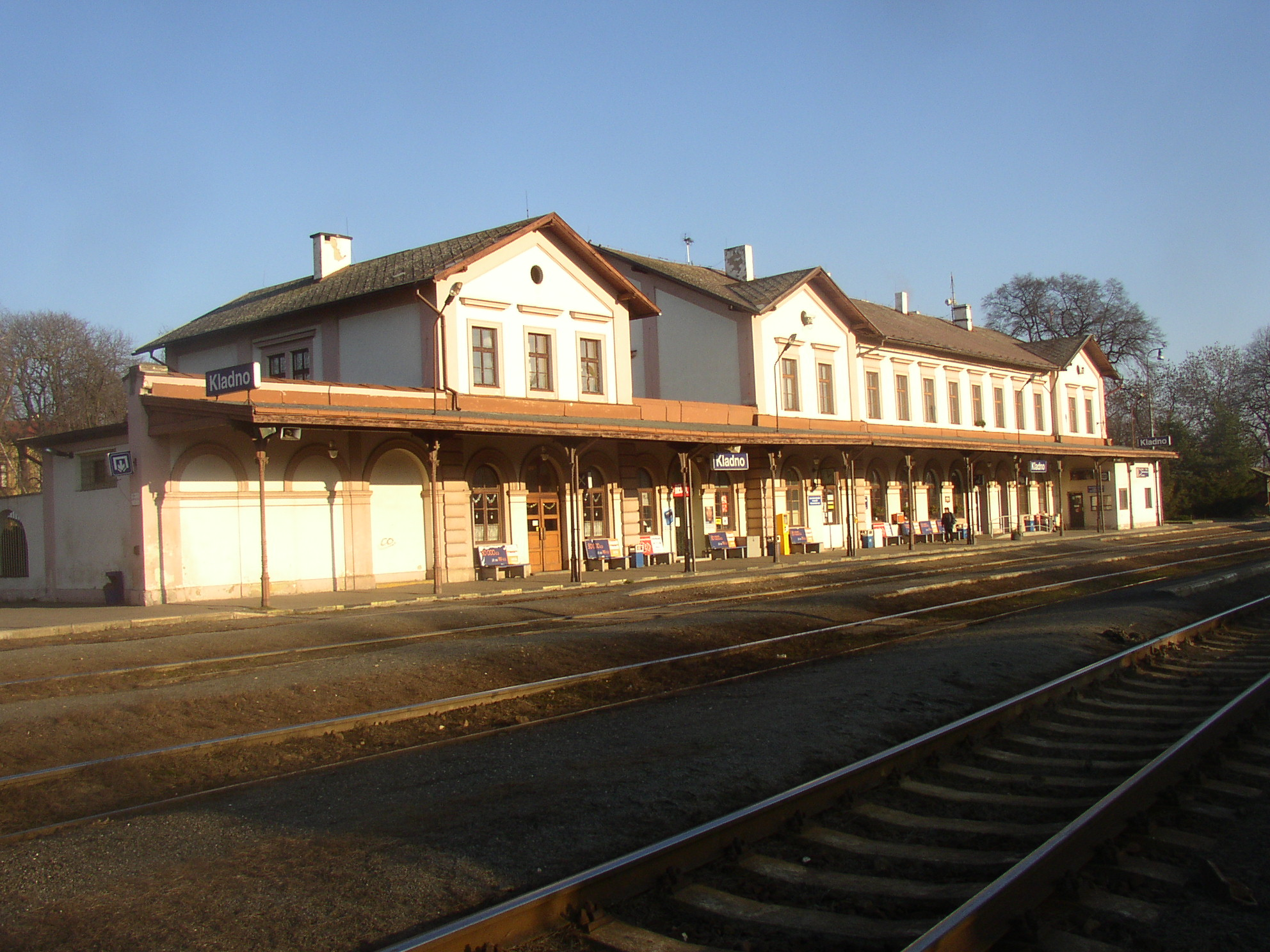
Bývalá budova železniční stanice Kladno (2006), pohled k východu, směr Praha